# Cantacader ceylonicus
Cantacader ceylonicus – gatunek pluskwiaka z rodziny prześwietlikowatych.
Gatunek ten opisany został po raz pierwszy w 2000 roku przez Barbarę Lis na podstawie dwóch okazów samców, odłowionych w Dambuwie w 1965 roku. 
Pluskwiak o ciele długości około 4,2 mm i szerokości między 1,5 a 1,6 mm. Wydłużona głowa jest szarawoochrowa z czarniawoczerwonymi oczami i brązowawymi czułkami. Policzki są długie i stykają się na przedzie zaokrąglonymi szczytami. Trzeci człon czułków jest wielokrotnie dłuższy od pozostałych. Kłujka sięga w spoczynku do tylnej krawędzi czwartego sternitu odwłoka. Przedplecze jest ochrowe, wypukłe, zaopatrzone w pięć żeberek i wąskie, zakrzywione ku górze paranota. Powierzchnia jego podzielona jest na drobne komórki, których na przedzie i tyle paranotów mieści się pojedynczy szereg, a na środku paranotów po trzy szeregi. Półpokrywy są ochrowe z nieregularnymi łatami barwy brązowawej. Ich powierzchnia podzielona jest na komórki większe niż na przedpleczu. Odnóża są brązowawe, długie i smukłe. Spód odwłoka jest jasnoochrowy.
Owad orientalny, znany wyłącznie ze Sri Lanki.